# Биогеоценология
Биогеоценоло́гия (от др.-греч. βίος — жизнь, γῆ — земля, κοινός — общий и от др.-греч. λόγος — учение) — направление в экологии, занимающееся изучением биогеоценозов и их совокупности — биогеоценотического покрова Земли.
Биогеоценология зародилась в СССР в 1940-е годы в недрах геоботаники, впоследствии развивалась на стыке биологической и географической наук, отражая комплексный уровень изучения живой природы. Научное направление с элементами биологии и биогеографии, синоним современной экологии.

## История

Биогеоценоз

На зарождение этой науки СССР большое влияние оказали:
- В. В. Докучаев — генетическое почвоведение, природная зональность, биокосное вещество
- Г. Ф. Морозов — развитие лесоводства
- В. И. Вернадский — концепция биосферы
- Идеологический контроль в советской науке с 1940-х годов и критика иностранных учений (экология).

Основоположник биогеоценологии — В. Н. Сукачёв (1880—1967), определивший её основные положения в начале 1940-х годов.
Биогеоценология возникла как особое направление в биологии в ходе изучения связей лесной растительности с условиями местообитания. Процессы в лесах протекают в течение длительного времени. Они связаны с возрастом насаждений, климатическими условиями и хозяйственной деятельностью человека. Исследования продолжаются в лесных биоценозах 20—30 лет и более. В таких исследованиях участвуют ботаники, зоологи, лесоводы, почвоведы и климатологи, реализующие общую программу системной методологией.
Продолжатель идей В. Н. Сукачёва, руководитель лаборатории биогеоценологии Н. В. Дылис определил биогеоценоз как экосистему в рамках фитоценоза.

## Область исследований
Биогеоценология решает следующие вопросы:
- Исследование структуры, свойств и функций составляющих биогеоценозы компонентов;
- Изучение потоков вещества и энергии в них;
- Изучение преобразования одними компонентами состояний, свойств и работы других;
- Установление реакций компонентов и биогеоценоза в целом на стихийные воздействия и хозяйственную деятельность человека;
- Изучение устойчивости биогеоценозов и её регуляторных механизмов;
- Исследование взаимосвязей и взаимодействий как между соседними, так и между более отдалёнными биогеоценозами, обеспечивающими единство биогеосферы и её крупных частей.

Познание природных связей и взаимодействий между живыми и косными компонентами биогеоценозов и их причинно-следственными отношениями позволяют достоверно прогнозировать последствия стихийного и антропогенного воздействия на ход сложившихся процессов и структуру биогеоценозов.
Последствия стихийного и антропогенного воздействие на ход природных процессов можно достоверно спрогнозировать, зная природные связи и взаимодействия между компонентами биогеоценозов и их причинно-следственные отношения. Существует также возможность повлиять на ход природных процессов и использовать хозяйственные ресурсы более рационально.

## Основные разделы биогеоценологии
- Радиационная биогеоценология
- Лесная биогеоценология
- Медицинская биогеоценология (см. медицинская экология)

## Практическое применение
Биогеоценология играет большую роль в практике лесного и сельского хозяйства. Также эта наука оказывается важной для изучения среды жизни человека на Земле и для космонавтики, защиты промышленных изделий, продуктов питания, кормов от повреждения биологическими компонентами биосферы, для охраны природы. Биогеоценология связана с ландшафтоведением, почвоведением, климатологией, биоценологией, микробиологией, биогеохимией.

## Биогеоценология и биогеоценологи
Биогеоценолог (от греч. bíos — жизнь; ge — земля; koinós — общий; lógos — слово, учение) — учёный, изучающий взаимосвязанные и взаимодействующие комплексы живой и косной природы — биогеоценозы и их планетарную совокупность — биогеосферу. Биогеоценологов готовят на биологических, почвоведческих и географических факультетах вузов, в том числе на факультете почвоведения МГУ им. М. В. Ломоносова.